# Haneviks säteri

Haneviks säteri var ett tidigare säteri beläget söder om kyrkan nära Kattfjorden i Segerstads socken, Karlstads kommun.
Gården ägs av bröderna Håkan och Björn Sandberg, som bedriver ett modernt lantbruk inriktat på odling av spannmål, samt nötköttsproduktion.

## Historia
Hanevik är omnämnt första gången 1540. och uppges 1565 ha tillhört fru Görvel Fadersdotter (Sparre av Hjulsta och Ängsö) gift med Lage Brahe enligt marginalanteckning i landskapshandlingen.
Godset innehades 1640 av Bo Gustafsson och stod upptaget som ett mantal frälse säteri. Ryttmästare Ivar Bagge af Söderby står 1645 som ägare till godset och det går sedan i arv i släkten tills 1750 då bergmästare Gustaf Olofsson Lundstedt står som innehavare. Därefter byter egendomen ägare ett flertal gånger.